# Wizz Air

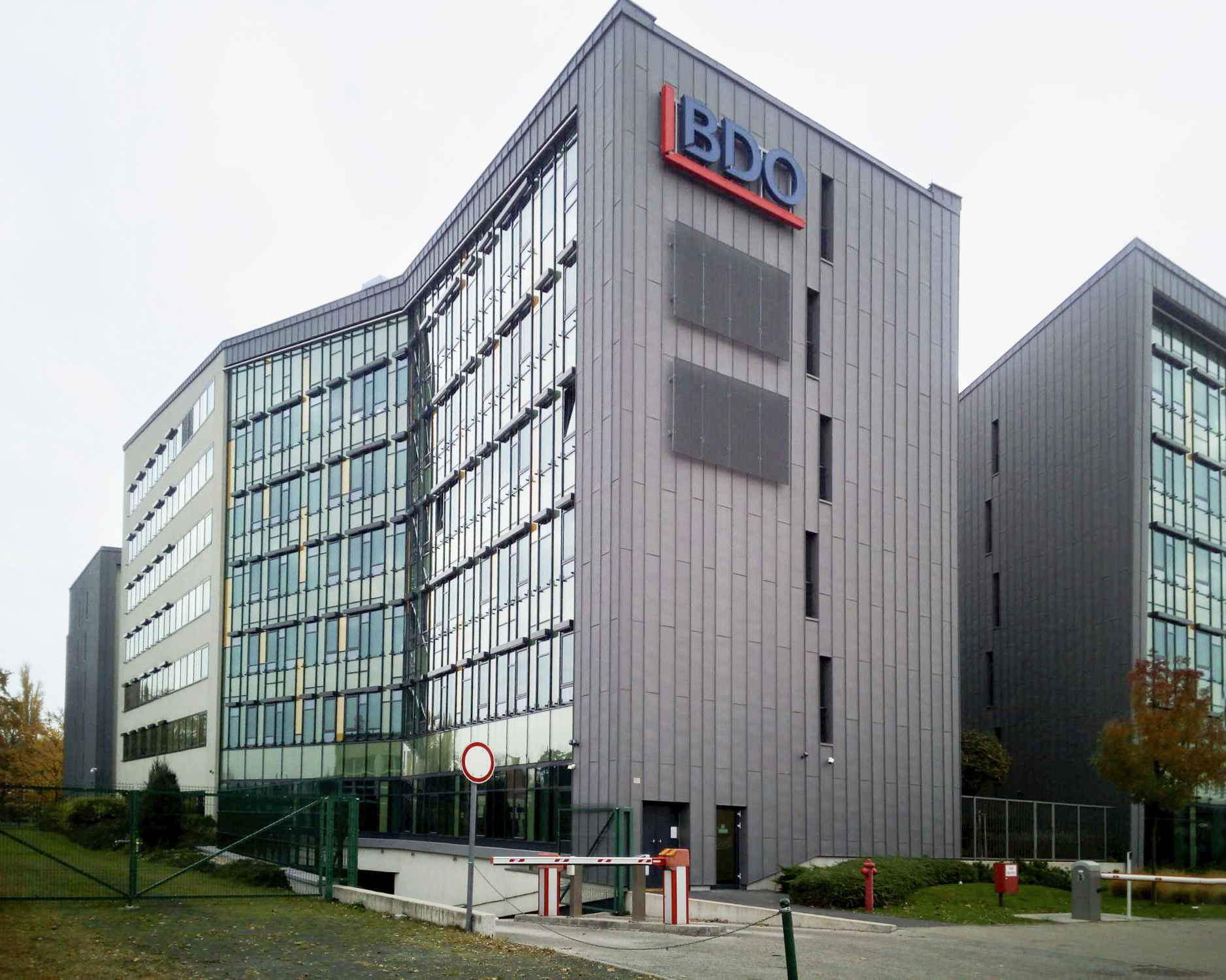
Laurus Offices Building B, Budynek zarządu Wizz Air

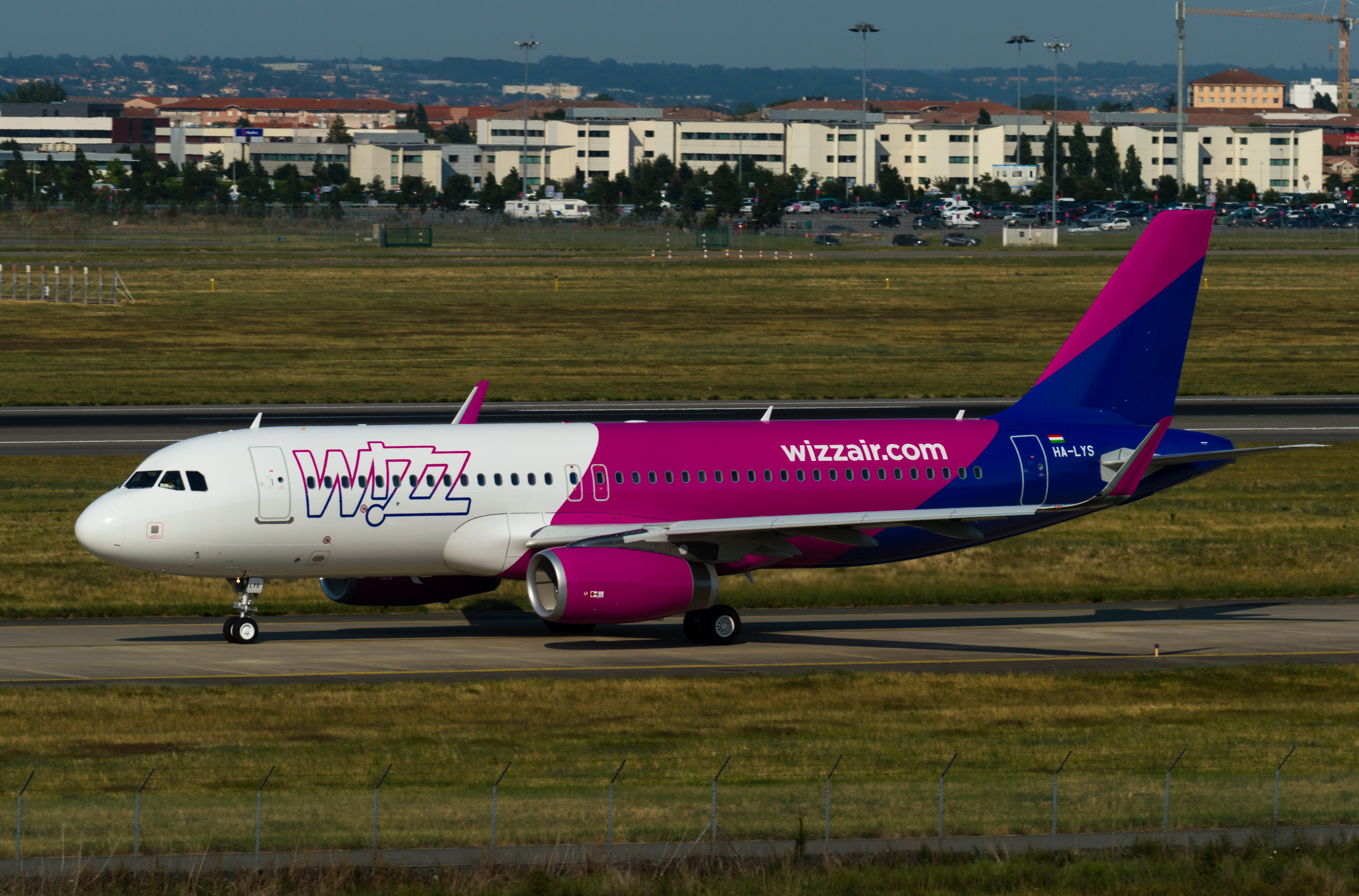
Airbus A320 linii Wizz Air w Tuluzie

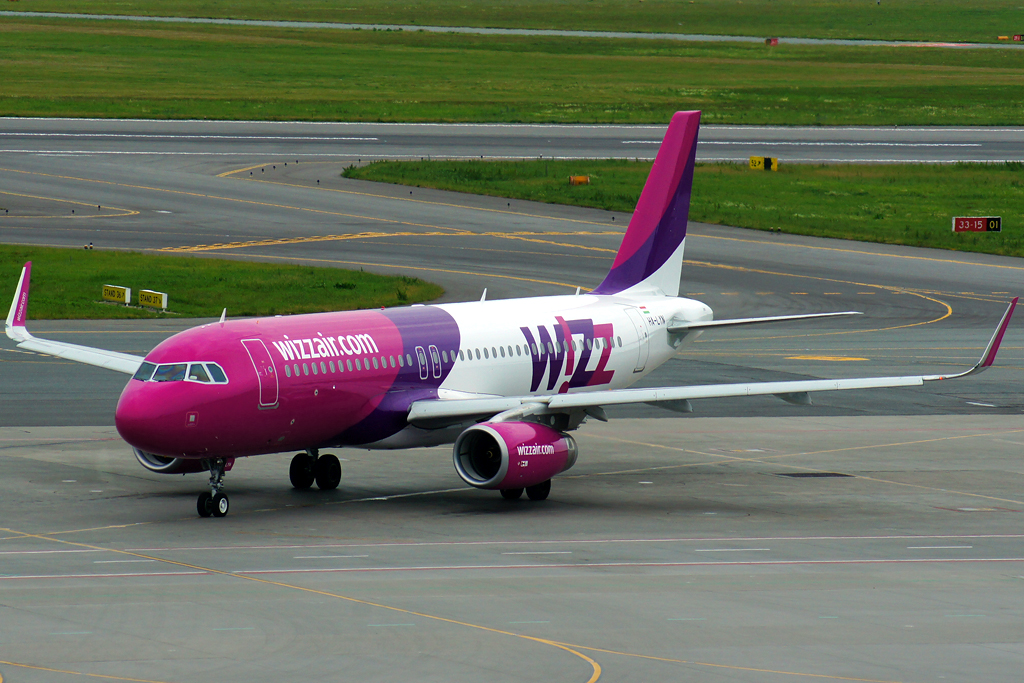
Airbus A320 linii Wizz Air w Warszawie

Wizz Air Hungary Légiközlekedési Kft., nazwa skrócona Wizz Air – węgierskie tanie linie lotnicze, obsługujące Europę, Afrykę Północną, Bliski Wschód i Azję Środkową. Pierwszy samolot firmy wystartował 19 maja 2004 z Katowic.

## Historia
Wizz Air został założony w lipcu 2003 w Londynie przez grupę siedmiu osób z doświadczeniem w branży lotniczej pod przewodnictwem Węgra Józsefa Váradiego (wcześniej dyrektora generalnego linii lotniczych Malév), a zarejestrowano go 4 września 2003. Głównym inwestorem jest amerykańska instytucja kapitałowa typu private equity Indigo Partners. W założeniu ceny lotów miały być tak dopasowane, aby każdego mieszkańca regionu stać było na podróż lotniczą.
Pierwszy samolot firmy wystartował 19 maja 2004 z Katowic, gdzie znajdowała się baza lotnicza, a miesiąc później w Budapeszcie. Początkowo linia latała z Katowic na lotniska Berlin Schönefeld, Londyn Luton, Mediolan Bergamo i Rzym Ciampino.
Następnie posiadając sześć samolotów A320 otwarto kolejne trasy lotnicze do: Barcelony, Paryża, Dortmundu, Sztokholmu i Aten.
30 samolotów A320 zostało zamówionych przez firmę w lipcu 2006, a w październiku 2007 linia złożyła zamówienie na 50 maszyn tego samego typu z opcją na kolejne 25. Do kwietnia 2007 z usług Wizz Air skorzystało ponad 6 milionów pasażerów.
Według nieoficjalnych informacji, Wizz Air mógł zanotować w 2008 stratę w wysokości 9,54 mln euro (przed opodatkowaniem), zaś od początku swojej działalności straty mogły wynosić 80 mln euro. Główną przyczyną ujemnego bilansu firmy mogły być straty z tytułu prowadzenia działalności na Ukrainie i w Bułgarii. Jednakże z jednego z przeprowadzonych wywiadów w grudniu 2012 z prezesem Wizz Air Józsefem Váradim, wynika, że firma przynosi zyski (43 miliony euro licząc od 31 marca 2012).
Po upadku linii Malév 3 lutego 2012 Wizz Air stały się de facto największym węgierskim przewoźnikiem lotniczym.
Do maja 2014 Wizz Air przewiózł łącznie ok. 69 mln pasażerów.
Od początku swojej działalności linia lotnicza jest laureatem rankingu portalu internetowego pasażer.com w kategorii najlepszej linii niskokosztowej.
| Rok  | liczba Samolotów | Zatrudnienie | Liczba Tras | Liczba Pasażerów | Dodatkowe Informacje                                                                                          |
| ---- | ---------------- | ------------ | ----------- | ---------------- | --- |
| 2005 | 7                | 320          | 33          | 1 900 000        | Otwarcie baz operacyjnych w Sofii i Warszawie                                                                 |
| 2006 | 9                | 440          | 59          | 2 800 000        | Otwarcie bazy operacyjnej w Gdańsku                                                                           |
| 2007 | 13               | 500          | 85          | 4 200 000        | Wejście na rynek w Rumunii                                                                                    |
| 2008 | 20               | 800          | 120         | 5 900 000        | Otwarcie baz operacyjnych w Rumunii, Poznaniu i Kijowie Otwarcie siostrzanej linii lotniczej Wizz Air Ukraine |
| 2009 | 28               | 1000         | 150         | 7 800 000        | Otwarcie bazy operacyjnej w Czechach.                                                                         |
| 2010 | 34               | 1300         | 180         | 9 600 000        | Otwarcie bazy operacyjnej we Wrocławiu                                                                        |
| 2011 | 37               | 1500         | 200         | 10 700 000       | Otwarcie baz operacyjnych w Wilnie i Belgradzie                                                               |
| 2012 | 39               | 1600         | 250         | 12 000 000       | Otwarcie bazy operacyjnej w Macedonii                                                                         |
| 2013 | 45               | 1700         | 300         | 13 500 000       | Współczynnik zapełniania samolotów – 85,7%                                                                    |

| Rok  | Liczba pasażerów na polskim rynku tanich linii lotniczych | Procentowy udział na polskim rynku tanich linii lotniczych | Całość rynku lotniczego w Polsce |
| ---- | --------------------------------------------------------- | ---------------------------------------------------------- | -------------------------------- |
| 2004 | 339 000                                                   | 32%                                                        | 700 000                          |
| 2005 | 1 238 000                                                 | 38%                                                        | 1 900 000                        |
| 2006 | 2 069 000                                                 | 32%                                                        | 2 800 000                        |
| 2007 | 2 764 000                                                 | 32%                                                        | 4 200 000                        |
| 2008 | 3 432 000                                                 | 36%                                                        | 5 900 000                        |
| 2009 | 3 489 000                                                 | 43%                                                        | 7 800 000                        |
| 2010 | 3 920 000                                                 | 44%                                                        | 9 600 000                        |
| 2011 | 4 078 000                                                 | 46%                                                        | 10 700 000                       |
| 2012 | 4 185 000                                                 | 41%                                                        | 12 000 000                       |
| 2013 | 4 057 000                                                 | 34%                                                        | 13 500 000                       |

## Powiązania
Wizz Air jest założycielem i główną linią lotniczą holdingu zarejestrowanego w Jersey, a z siedzibą w Genewie – Wizz Air Holdings PLC. W jego skład, poza głównym przewoźnikiem, wchodzą lub wchodziły następujące podmioty:
- Wizz Air Abu Dhabi – założona w 2020 w ZEA, w maju 2025 dysponowała flotą 12 samolotów
- Wizz Air Buglaria – założona w 2005 w Bułgarii, w marcu 2011 została zamknięta
- Wizz Air Malta – założona w 2022 na Malcie, w maju 2025 dysponowała flotą 102 samolotów
- Wizz Air UK – założona w 2017 w Wielkiej Brytanii, w maju 2025 dysponowała flotą 19 samolotów
- Wizz Air Ukraine – założona w 2008 na Ukrainie, w marcu 2015 została zamknięta

## Bazy operacyjne
Wizz Air posiada 28 baz operacyjnych, w tym 5 w Polsce – w Katowicach (główna polska baza operacyjna firmy), Warszawie, Gdańsku, Krakowie i Wrocławiu.
| Państwo                      | Miasto      | Port lotniczy                                  |
| ---------------------------- | ----------- | ---------------------------------------------- |
| Austria                      | Wiedeń      | VIE Port lotniczy Wiedeń-Schwechat             |
| Bułgaria                     | Sofia       | SOF Port lotniczy Sofia                        |
| Bułgaria                     | Warna       | VAR Port lotniczy Warna                        |
| Cypr                         | Larnaka     | LCA Port lotniczy Larnaka                      |
| Gruzja                       | Kutaisi     | KUT Port lotniczy Kutaisi                      |
| Litwa                        | Wilno       | VNO Port lotniczy Wilno                        |
| Macedonia Północna           | Skopje      | SKP Port lotniczy Skopje                       |
| Mołdawia                     | Kiszyniów   | KIV Port lotniczy Kiszyniów                    |
| Polska                       | Gdańsk      | GDN Port Lotniczy Gdańsk im. Lecha Wałęsy      |
| Polska                       | Katowice    | KTW Port lotniczy Katowice-Pyrzowice           |
| Polska                       | Kraków      | KRK Port lotniczy Kraków-Balice                |
| Polska                       | Warszawa    | WAW Lotnisko Chopina                           |
| Polska                       | Wrocław     | WRO Port lotniczy Wrocław-Strachowice          |
| Rumunia                      | Bukareszt   | OTP Port lotniczy Bukareszt-Otopeni            |
| Rumunia                      | Jassy       | IAS Port lotniczy Jassy                        |
| Rumunia                      | Krajowa     | CRA Port lotniczy Krajowa                      |
| Rumunia                      | Kluż-Napoka | CLJ Port lotniczy Kluż-Napoka                  |
| Rumunia                      | Sybin       | SBZ Port lotniczy Sybin                        |
| Rumunia                      | Timișoara   | TSR Port lotniczy Timișoara                    |
| Serbia                       | Belgrad     | BEG Port lotniczy Belgrad                      |
| Węgry                        | Budapeszt   | BUD Port lotniczy Budapeszt im. Ferenca Liszta |
| Wielka Brytania              | Londyn      | LTN Port lotniczy Londyn-Luton                 |
| Wielka Brytania              | Londyn      | LGW Port lotniczy Londyn-Gatwick               |
| Włochy                       | Katania     | CTA Port lotniczy Katania-Fontanarossa         |
| Włochy                       | Mediolan    | MXP Port lotniczy Mediolan-Malpensa            |
| Włochy                       | Neapol      | NAP Port lotniczy Neapol                       |
| Włochy                       | Rzym        | FCO Port lotniczy Rzym-Fiumicino               |
| Zjednoczone Emiraty Arabskie | Abu Zabi    | AUH Port lotniczy Abu Zabi                     |

## Miejsca docelowe

Kierunki Wizz Air

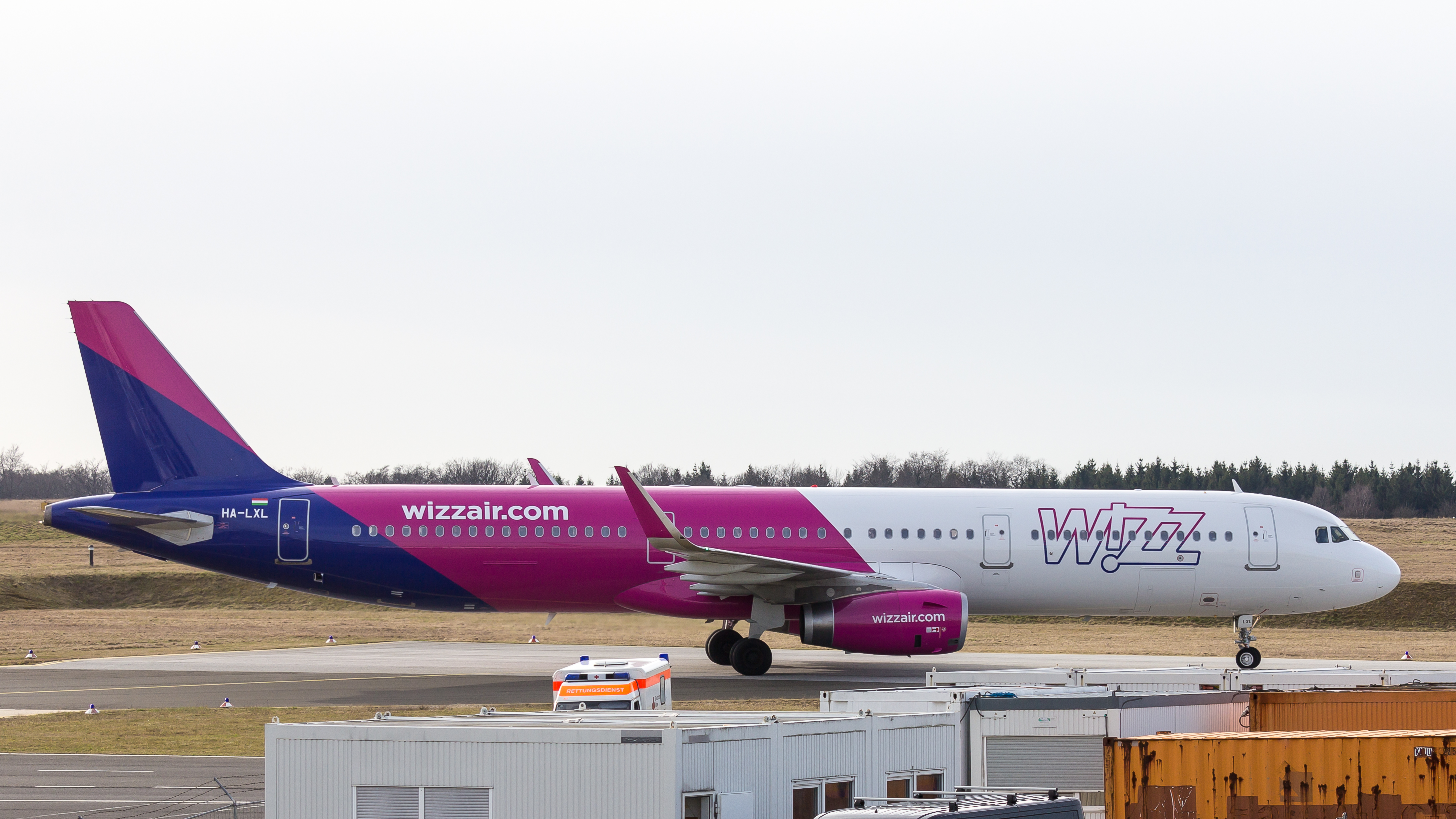
Airbus A321 linii Wizz Air we Frankfurcie

- Aberdeen – port lotniczy Aberdeen (ABZ), Wielka Brytania
- Ålesund – Port lotniczy Ålesund (AES), Norwegia
- Alghero – Port lotniczy Alghero (AHO), Sardynia, Włochy
- Alicante – Port lotniczy Alicante (ALC), Hiszpania
- Baku – Port lotniczy Baku (GYD) Azerbejdżan
- Barcelona – Port lotniczy Barcelona (BCN), Hiszpania
- Bari – Port lotniczy Bari (BRI), Włochy
- Bazylea/Miluza/Fryburg Bryzgowijski – port lotniczy Bazylea-Miluza-Fryburg (BSL/MLH/EAP), Francja
- Belfast – port lotniczy Belfast (BFS), Wielka Brytania
- Belgrad – port lotniczy Belgrad (BEG), Serbia (baza)
- Bergen – port lotniczy Bergen-Flesland (BGO), Norwegia
- Berlin – port lotniczy Berlin Brandenburg (BER), Niemcy
- Billund – port lotniczy Billund (BLL), Dania
- Birmingham – Port lotniczy Birmingham (BHX), Wielka Brytania
- Bodø – port lotniczy Bodø (BOO), Norwegia (22 maja)
- Bolonia – port lotniczy Bolonia (BLQ), Włochy
- Bratysława – port lotniczy Bratysława (BTS), Słowacja

Logo Wizz Air w latach 2003–2015

- Brema – port lotniczy Brema (BRE), Niemcy
- Bristol – port lotniczy Bristol (BRS), Wielka Brytania
- Bruksela/Charleroi – Port lotniczy Bruksela-Charleroi (CRL), Belgia
- Budapeszt – Port lotniczy Budapeszt im. Ferenca Liszta (BUD), Węgry (baza)
- Bukareszt – port lotniczy Bukareszt-Otopeni (OTP), Rumunia (baza)
- Burgas – Port lotniczy Burgas (BOJ), Bułgaria
- Debreczyn –  port lotniczy Debreczyn  (DEB), Węgry (baza)
- Doncaster/Sheffield – port lotniczy Doncaster/Sheffield (DSA), Wielka Brytania
- Dortmund – port lotniczy Dortmund (DTM), Niemcy
- Ejlat – port lotniczy Ramon (ETM), Izrael
- Eindhoven – port lotniczy Eindhoven (EIN), Holandia
- Faro – port lotniczy Faro (FAO), Portugalia
- Frankfurt nad Menem – port lotniczy Frankfurt-Hahn (HHN), Niemcy
- Friedrichshafen – port lotniczy Friedrichshafen (FDH), Niemcy
- Fuerteventura – port lotniczy Fuerteventura (FUE), Wyspy Kanaryjskie, Hiszpania
- Funchal – Port lotniczy Funchal-Madera (FNC), Madera, Portugalia
- Gdańsk – Port lotniczy Gdańsk im. Lecha Wałęsy (GDN), Polska (baza)
- Genewa – port lotniczy Genewa-Cointrin (GVA), Szwajcaria
- Glasgow – port lotniczy Glasgow (GLA), Wielka Brytania
- Grenoble/Lyon – Port lotniczy Grenoble-Isère (GNB), Francja [sezonowo, zimą]
- Groningen/Eelde – port lotniczy Groningen-Eelde (GRQ), Holandia
- Göteborg – Port lotniczy Göteborg-Landvetter (GOT), Szwecja
- Hamburg – port lotniczy Hamburg (HAM), Niemcy
- Hanower – port lotniczy Hanower (HAJ), Niemcy
- Haugesund – Port lotniczy Haugesund (HAU), Norwegia
- Heraklion – port lotniczy Heraklion (HER), Kreta, Grecja [sezonowo, latem]
- Ibiza – port lotniczy Ibiza (IBZ), Ibiza, Hiszpania [sezonowo, latem]
- Jassy – port lotniczy Jassy (IAS), Rumunia (baza)
- Karlsruhe/Baden-Baden – port lotniczy Karlsruhe/Baden-Baden (FKB), Niemcy
- Katania – port lotniczy Katania-Fontanarossa (CTA), Sycylia, Włochy
- Katowice – port lotniczy Katowice-Pyrzowice (KTW), Polska (baza)
- Kiszyniów – port lotniczy Kiszyniów (KIV), Mołdawia (baza)
- Kluż-Napoka – Port lotniczy Kluż-Napoka (CLJ), Rumunia (baza)
- Kolonia/Bonn – Port lotniczy Kolonia/Bonn (CGN), Niemcy
- Konstanca – port lotniczy Konstanca (CND), Rumunia
- Kopenhaga – port lotniczy Kopenhaga-Kastrup (CPH), Dania
- Korfu – port lotniczy Korfu (CFU), Korfu, Grecja [sezonowo, latem]
- Koszyce – port lotniczy Koszyce (KSC), Słowacja (baza)
- Kowno – port lotniczy Kowno (KUN), Litwa
- Krajowa – port lotniczy Krajowa (CRA), Rumunia (baza)
- Kraków – port lotniczy Kraków-Balice (KRK), Polska (baza)
- Kristiansand – port lotniczy Kristiansand (KRS), Norwegia
- Kutaisi – Port lotniczy Kutaisi (KUT), Gruzja (baza)
- Lamezia Terme – port lotniczy Lamezia Terme (SUF), Włochy
- Lanzarote –  Lanzarote (ACE), Hiszpania
- Larnaka – port lotniczy Larnaka (LCA), Cypr (baza)
- Liverpool – Port lotniczy Liverpool-John Lennon (LPL), Wielka Brytania
- Lizbona – port lotniczy Lizbona (LIS), Portugalia
- Lublana – Port lotniczy Lublana (LJU), Słowenia
- Londyn
  - port lotniczy Londyn-Gatwick (LGW), Wielka Brytania
  - port lotniczy Londyn-Luton (LTN), Wielka Brytania (baza)
- Lublin – Port lotniczy Lublin (LUZ), Polska
- Lyon – port lotniczy Lyon-Saint-Exupéry (LYS), Francja
- Madryt – port lotniczy Madryt-Barajas (MAD), Hiszpania
- Malaga – Port lotniczy Malaga (AGP), Hiszpania [sezonowo, latem]
- Malmö – port lotniczy Malmö-Sturup (MMX), Szwecja
- Malta – port lotniczy Malta  (MLA), Malta
- Marrakesz – Port lotniczy Marrakesz-Menara (RAK), Maroko
- Bergamo/Mediolan – port lotniczy Bergamo-Orio al Serio (BGY), Włochy
- Mediolan – port lotniczy Mediolan-Malpensa (MXP), Włochy
- Monachium/Memmingen – port lotniczy Memmingen (FMM), Niemcy
- Molde – port lotniczy Molde-Årø (MOL), Norwegia
- Neapol – Port lotniczy Neapol (NAP), Włochy
- Nicea – port lotniczy Nicea-Lazurowe Wybrzeże (NCE), Francja
- Nisz – port lotniczy Nisz (INI), Serbia
- Norymberga – port lotniczy Norymberga (NUE), Niemcy
- Ochryda – port lotniczy Ochryda (OHD), Macedonia
- Oslo/Sandefjord – port lotniczy Oslo-Torp (TRF), Norwegia
- Palma de Mallorca – port lotniczy Palma de Mallorca (PMI), Majorka, Hiszpania [sezonowo, latem]
- Paryż/Beauvais – Port lotniczy Beauvais-Tillé (BVA), Francja
- Paryż/Orly – Port lotniczy Paryż-Orly (ORY), Francja
- Piza – Port lotniczy Piza (PSA), Włochy
- Podgorica – port lotniczy Podgorica (TGD), Czarnogóra
- Poprad – port lotniczy Poprad-Tatry (TAT), Słowacja
- Porto – Port lotniczy Porto (OPO), Portugalia
- Poznań – port lotniczy Poznań-Ławica (POZ), Polska
- Połąga – port lotniczy Połąga (PLQ), Litwa
- Praga – Port lotniczy Praga im. Václava Havla (PRG), Czechy
- Reykjavík – Reykjavík-Keflavík (KEF), Islandia
- Rodos – port lotniczy Rodos-Paradisi (RHO), Rodos, Grecja [sezonowo, latem]
- Ryga – port lotniczy Ryga (RIX), Łotwa (baza)
- Rzeszów - port lotniczy Rzeszów Jasionka (RZE), Polska
- Rzym
  - port lotniczy Rzym-Ciampino (CIA), Włochy
  - port lotniczy Rzym-Fiumicino (FCO), Włochy
- Saloniki – port lotniczy Saloniki-Macedonia (SKG), Grecja
- Santander – port lotniczy Santander (SDR), Hiszpania
- Saragossa – port lotniczy Saragossa (ZAZ), Hiszpania
- Satu Mare – port lotniczy Satu Mare (SUJ), Rumunia
- Skopje – port lotniczy Skopje (SKP), Macedonia (baza)
- Sofia – Port lotniczy Sofia (SOF), Bułgaria (baza)
- Split – Port lotniczy Split (SPU), Chorwacja [sezonowo, latem]
- Stavanger – Port lotniczy Stavanger (SVG), Norwegia
- Stuttgart – Port lotniczy Stuttgart (STR), Niemcy
- Suczawa – port lotniczy Suczawa (SCV), Rumunia
- Sybin – port lotniczy Sybin (SBZ), Rumunia (baza)
- Sztokholm/Nyköping – port lotniczy Sztokholm-Skavsta (NYO), Szwecja
- Szczecin – port lotniczy Szczecin-Goleniów (SZZ), Polska
- Tel Awiw – Port lotniczy Ben Guriona w Tel Awiwie (TLV), Izrael
- Teneryfa – Teneryfa-Południe (TFS), Hiszpania
- Timișoara – Port lotniczy Timișoara (TSR), Rumunia (baza)
- Tromsø – port lotniczy Tromsø (TOS), Norwegia
- Trondheim – port lotniczy Trondheim-Værnes (TRD), Norwegia
- Turku – port lotniczy Turku (TKU), Finlandia
- Turyn – port lotniczy Turyn (TRN), Włochy
- Târgu Mureș – Port lotniczy Târgu Mureș (TGM), Rumunia (baza)
- Tuzla – port lotniczy Tuzla (TZL), Bośnia i Hercegowina (baza)
- Växjö – port lotniczy Växjö-Smaland (VXO), Szwecja
- Walencja – Port lotniczy Walencja (VLC), Hiszpania
- Warna – Port lotniczy Warna (VAR), Bułgaria
- Warszawa
  - Lotnisko Chopina w Warszawie (WAW), Polska (baza)
  - Port lotniczy Warszawa-Radom (RDO), Polska
- Wenecja/Treviso – port lotniczy Treviso-Sant’Angelo (TSF), Włochy
- Werona – port lotniczy Werona-Villafranca (VRN), Włochy
- Wiedeń – port lotniczy Wiedeń-Schwechat (VIE), Austria (baza)
- Wilno – port lotniczy Wilno (VNO), Litwa (baza)
- Wrocław – port lotniczy Wrocław-Strachowice (WRO), Polska (baza)
- Zakintos – port lotniczy Zakintos (ZTH), Zakintos, Grecja [sezonowo, latem]

## Trasy z Polski
W 2025 przewoźnik realizował loty z 9 polskich portów lotniczych:
| Port lotniczy   | Port lotniczy | Liczba kierunków | Źródło        |
| Miasto          | IATA          | Liczba kierunków | Źródło        |
| --------------- | ------------- | ---------------- | ------------- |
| Gdańsk          | GDN           | 33               | [ 14 ]        |
| Katowice        | KTW           | 25               | [ 15 ]        |
| Kraków          | KRK           | 24               | [ 16 ] [ 17 ] |
| Lublin          | LUZ           | 2                | [ 18 ]        |
| Poznań          | POZ           | 3                | [ 19 ] [ 20 ] |
| Rzeszów         | RZE           | 2                | [ 21 ]        |
| Szczecin        | SZZ           | 1                | [ 22 ]        |
| Warszawa-Chopin | WAW           | 54               | [ 23 ] [ 24 ] |
| Warszawa-Radom  | RDO           | 1                | [ 25 ]        |
| Wrocław         | WRO           | 9                | [ 26 ] [ 27 ] |

## Flota
Według stanu na maj 2025 flota Wizz Air składała się z 233 samolotów o średnim wieku 4,6 lat:
| Samolot         | Samolot | Samolot   | Liczba miejsc | Uwagi                     |
| Model           | Aktywne | Zamówione | Liczba miejsc | Uwagi                     |
| --------------- | ------- | --------- | ------------- | ------------------------- |
| Airbus A320-200 | 32      | -         | 180           |                           |
| Airbus A320neo  | 6       | -         | 186           |                           |
| Airbus A321-200 | 41      | -         | 230           |                           |
| Airbus A321neo  | 154     | 14        | 239           |                           |
| Airbus A321XLR  | 2       | 38        | 239           | Planowana dostawa do 2027 |
| Łącznie         | 233     | 54        |               |                           |